# Порубаи (Кобелякский район)

Порубаи (укр. Порубаї) — село,
Комендантовский сельский совет,
Кобелякский район,
Полтавская область,
Украина.
Код КОАТУУ — 5321883807. Население по переписи 2001 года составляло 54 человека.

## Географическое положение
Село Порубаи находится на расстоянии в 1 км от села Дабиновка в 1,5 км от села Пилипенки.
По селу протекает пересыхающий ручей с запрудой.

## История
Есть на карте 1869 года